# 3-тє послання Івана

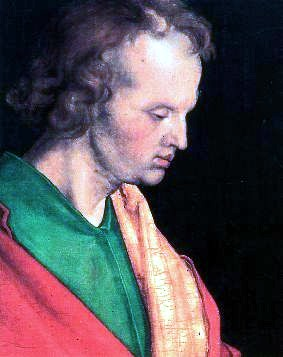
Іван Богослов (Альбрехт Дюрер).

Третє соборне послання апостола Йоана Богослова — одна з книг Нового Заповіту, та є останнім, з трьох послань Святого Івана Богослова.

## Авторство та адресанти
Друге послання адресоване «улюбленому Гаєві». Він перестерігає його від злих вчинків, та дає настанови та хвалить його.
Більшість біблеїстів вважають, що всі три послання від Івана належать одній людині, автору четвертого Євангелія, який традиційно ототожнюється з апостолом Іваном Богословом.
У третьому посланні як і другому автор називає себе старшим. Написані вони, швидше за все, в 90-х роках I століття у Ефесі, майже відразу за його Євангелієм. Послання прийняте до канону з часів Лаодикійського собору (363 рік).

## Основні теми
У порівнянні з другим посланням яке порушує загальні питання, третє має більш приватний характер. Воно звернене до «улюбленому Гаєві», а також засуджує Діотрефа.
- Привіт і похвала Гаєві 3 Ів. 1:1-8
- Лукавий Діотреф 3 Ів. 1:9-10
- Добрий Димитрій 3 Ів. 1:11-12
- Заключні привітання 3 Ів. 1:13-15